# Un joven artista (Ditlev Blunck) observa un boceto en un espejo
Un joven artista (Ditlev Blunck) observa un boceto en un espejo (en idioma danés: En ung kunstner (Ditlev Blunck) betragter en skitse i et spejl) es una pintura al óleo realizada en 1826 por el pintor Wilhelm Bendz. Pertenece a la serie de retratos de artistas de la Edad de Oro danesa. Se encuentra depositado en la Galería Nacional de Dinamarca.

## Génesis
La pintura fue realizada en 1826, en un momento en que Wilhelm Bendz estaba involucrado en el nuevo papel de los pintores, ya que ellos no se consideraban artesanos sino intelectuales, artistas en el sentido moderno. Pintó en la década de 1820 una serie de retratos de pintores en su trabajo. En esta obra, es el compañero de estudio de Bendz, Ditlev Blunck, que se encuentra en el proceso de pintar un retrato del también pintor George Sonne. 

## Tema  y descripción
La pintura muestra a un joven artista, Ditlev Blunck, que ha tomado un descanso en su trabajo para examinar el boceto de una pintura del retrato que está realizando Bendz de George Valtin Sonne, hermano del grabador Carl Edward Sonne, sosteniéndolo ante un espejo para así poder observar mejor la composición del mismo.
La escena de la obra representa un momento en que los pintores se encuentran trabajando seriamente. La imagen del pintor Ditlev Blunck, de pie en una sala llena de herramientas, caja de pinturas, paleta, caballete, un cráneo y un bloc de dibujo, da señales de que este trabajo se lo toma en serio, y un esbozo al fondo, necesario antes de la ejecución de la pintura.

## Otros retratos de Wilhelm  Bendz
|  |  |

## Europeana 280
En abril de 2016, la pintura Un joven artista (Ditlev Blunck) observa un boceto en un espejo fue seleccionada como una de las diez obras artísticas más importantes de Dinamarca por el proyecto Europeana.